# Giovanni Maria Artusi
Giovanni Maria Artusi (Bologna, 1540 circa – 18 agosto 1613) è stato un compositore e teorico musicale italiano.

## Biografia
Artusi fu uno dei maggiori reazionari nella storia della musica, condannando in maniera feroce il nuovo stile che si andava delineando all'inizio del XVII secolo e che poi diverrà il barocco. Egli fu anche studente e seminarista nella Congregazione San Salvatore di Bologna e rimase devoto per tutta la vita al suo insegnante Gioseffo Zarlino (il principale teorico musicale del XVI secolo). Quando Vincenzo Galilei attaccò Zarlino nel Dialogo del 1581, lo fece provocando Artusi a difendere il suo insegnante e lo stile da lui seguito.
I più importanti episodi della carriera di Artusi ed uno dei più famosi episodi nella storia della critica musicale, accaddero nel 1600 (con l'opera Delle imperfezioni della musica moderna) e nel 1603, quando egli attaccò le "crudezze" e le "licenze" contenute nei lavori di un musicista che inizialmente rifiutò di nominare (si trattava di Claudio Monteverdi). Monteverdi replicò nell'introduzione al suo quinto libro di madrigali del 1605, con la sua discussione sulla divisione della pratica musicale in due correnti, che egli definì prima pratica e seconda pratica. La prima pratica era il precedente ideale polifonico del XVI secolo, ovvero lo stile di Palestrina, fatto di fluenti contrappunti, dissonanze e parità di voci, mentre la seconda pratica era il nuovo stile di monodia e recitativi accompagnati che enfatizzavano le voci di soprano e di basso. 
Il maggior contributo di Artusi alla letteratura della teoria musicale fu il suo libro sulle dissonanze nel contrappunto. Egli riconobbe che vi erano più dissonanze che consonanze in un pezzo scritto secondo la tecnica del contrappunto, e tentò di enumerare le ragioni dell'uso di tali dissonanze che venivano messe per sottolineare concetti come dolore, dispiacere, desiderio e terrore. Ironicamente, l'uso di Monteverdi nella "seconda pratica", era formalmente aderente a quanto teorizzato nel libro; la differenza fra le musiche di Monteverdi e le teorie di Artusi era nell'importanza delle diverse voci e sugli esatti intervalli da usare nella formazione della linea melodica.
Le composizioni di Artusi furono poche e tutte in stile conservatore: un libro di canzonette a quattro voci, pubblicato a Venezia nel 1598 ed un Cantate Domino ad otto voci del 1599.